# Wilhelm Heinitz
Wilhelm Heinitz (* 9. Dezember 1883 in Altona; † 31. März 1963 in Hamburg) war ein deutscher Musikwissenschaftler.

## Leben
Nach Ausbildung und Tätigkeit als Fagottist wurde Heinitz 1915 Mitarbeiter am Phonetischen Laboratorium der Universität Hamburg und studierte dort Musikwissenschaft. Er promovierte über ein Thema der Phonetik 1920 in Kiel und habilitierte sich 1931 mit der Schrift Strukturprobleme in primitiver Musik an der Hamburger Universität, wo er anschließend bis 1949 die Forschungsabteilung für vergleichende Musikwissenschaft leitete. Im November 1933 unterzeichnete er das Bekenntnis der deutschen Professoren zu Adolf Hitler. 1937 trat er der NSDAP bei. Heinitz stand 1944 in der Gottbegnadeten-Liste des Reichsministeriums für Volksaufklärung und Propaganda.
Heinitz war Mitglied der Hamburger Freimaurerloge St. Georg zur grünenden Fichte.

## Schriften
Bücher
- Instrumentenkunde (= Ernst Bücken (Hrsg.): Handbuch der Musikwissenschaft.). Athenaion, Wildpark-Potsdam 1929.

Artikel
- Experimentelle Untersuchungen über musikalische Reproduktion. In: Archiv für die gesamte Psychologie. Bd. 34, 1915, S. 254–276.
- Eine lexikalische Ordnung für die vergleichende Betrachtung von Melodien. In: Archiv für Musikwissenschaft. Bd. 3, Nr. 3, 1921, S. 247–254.
- Taktprobleme in J. S. Bachs „Wohltemperiertem Klavier“. In: Walther Vetter, Franz von Glasenapp, Ursula Schneider, Walther Siegmund-Schultze (Hrsg.): Festschrift Max Schneider zum achtzigsten Geburtstage. Deutscher Verlag für Musik, Leipzig 1955, S. 147–152.